# Grubopalczyk
Grubopalczyk (Glischropus) – rodzaj ssaków z podrodziny mroczków (Vespertilioninae) w obrębie rodziny mroczkowatych (Vespertilionidae).

## Rozmieszczenie geograficzne
Rodzaj obejmuje gatunki występujące w południowo-wschodniej Azji.

## Morfologia
Długość ciała (bez ogona) 35,4–48 mm, długość ogona 32–43 mm, długość ucha 8–12,2 mm, długość tylnej stopy 6,2–6,6 mm, długość przedramienia 27–35,7 mm; masa ciała 3,5–4,9 g.

## Systematyka
Rodzaj zdefiniował w 1875 roku irlandzki zoolog, fotograf i chirurg George Edward Dobson w artykule zatytułowanym Opisy nowych lub mało znanych gatunków nietoperzy z rodzaju Vesperugo, opublikowanym w czasopiśmie „Proceedings of the Zoological Society of London”. Dobson wymiebił dwa gatunki – Vesperugo tylopus Dobson, 1875 i Vesperugo nanus W. Peters, 1851 – z których gatunkiem typowym jest Vesperugo tylopus Dobson, 1875 (grubopalczyk orientalny).

### Etymologia
Glischropus: γλισχρος gliskhros ‘lepki, kleisty’; πους pous, ποδος podos ‘stopa’.

### Podział systematyczny
Do rodzaju należą następujące gatunki:
| Grafika | Gatunek                  | Autor i rok opisu                                                         | Nazwa zwyczajowa         | Podgatunki         | Rozmieszczenie geograficzne | Podstawowe wymiary                                                 | Status IUCN |
| ------- | ------------------------ | ------------------------------------------------------------------------- | ------------------------ | ------------------ | --- | ------------------------------------------------------------------ | ----------- |
|         | Glischropus bucephalus   | Csorba, 2011                                                              | grubopalczyk indochiński | gatunek monotypowy | kontynentalna Azja Południowo-Wschodnia na północ do przesmyku Kra (wschodnia i południowa Mjanma, Tajlandia, Laos, Wietnam i Kambodża); zakres wysokości: 100–360 m n.p.m. | DC: 4–4,8 cm DO: 3,8–4,3 cm DP: 3,2–3,6 cm MC: 4–4,9 g             | LC          |
|         | Glischropus aquilus      | Csorba, T. Görföl, Wiantoro, Kingston, P.J.J. Bates & J.C.-C. Huang, 2015 |                          | gatunek monotypowy | endemit Indonezji: południowo-zachodnia Sumatra (znany tylko z Sukabanjar w Limpung); zakres wysokości: około 770 m n.p.m.                                                  | DC: około 3,5 cm DO: około 3,9 cm DP: około 3,2 cm MC: około 4,8 g | NE          |
|         | Glischropus tylopus      | Dobson, 1875                                                              | grubopalczyk orientalny  | gatunek monotypowy | Półwysep Malajski, północna Sumatra, Borneo, Filipiny (Palawan) i Moluki (Bacan); zakres wysokości: poniżej 1000 m n.p.m.                                                   | DC: około 3,9 cm DO: 3,2–3,9 cm DP: 2,7–3,1 cm MC: 3,5–5 g         | LC          |
|         | Glischropus javanus      | Chasen, 1939                                                              | grubopalczyk jawajski    | gatunek monotypowy | endemit Indonezji: zachodnia Jawa (góra Pangrango); zakres wysokości: 900–1000 m n.p.m.                                                                                     | DC: około 4 cm DO: około 4 cm DP: około 3,2 cm MC: brak danych     | DD          |
|         | Glischropus meghalayanus | Saikia, Ruedi & Csorba, 2022                                              |                          | gatunek monotypowy | endemit Indii: Meghalaya | DC: brak danych DO: brak danych DP: brak danychm MC: brak danych   | NE          |

Kategorie IUCN:  LC  – gatunek najmniejszej troski,  DD  – gatunki o nieokreślonym stopniu zagrożenia;  NE  – gatunki niepoddane jeszcze ocenie.